# Maaskapiteel
Een Maaskapiteel is een type bladkapiteel dat werd toegepast in de kerken-bouwkunst. Dit type kapiteel kwam op rond 1250 en werd vervaardigd tot in de veertiende eeuw. Het is een typisch Nederlandse vorm en kwam voor langs de Maas in Limburg en Noord-Brabant.
Dit type werd gehouwen uit Naamse steen en bestond uit een krans van waterleliebladeren, lisbladeren of irisbladeren die vanuit een ring opgroeien en de kelk omsluiten.